# West Indies Cricket Team in Neuseeland in der Saison 2020/21
Die Tour des West Indies Cricket Teams nach Neuseeland in der Saison 2020/21 fand vom 27. November bis zum 15. Dezember 2020 statt. Die internationale Cricket-Tour war Bestandteil der Internationalen Cricket-Saison 2020/21 und umfasste zwei Tests und drei Twenty20s. Die Tests waren Teil der ICC World Test Championship 2019–2021. Neuseeland gewann die Test- und Twenty20-Serie jeweils 2–0.

## Vorgeschichte
Für beide Mannschaften ist es die erste Tour der Saison. Das letzte Aufeinandertreffen der beiden Mannschaften bei einer Tour fand in der Saison 2017/18 in Neuseeland statt.

## Stadien
Die folgenden Stadien wurden für die Tour als Austragungsort vorgesehen.
| Stadion       | Stadt           | Kapazität | Spiele      |
| ------------- | --------------- | --------- | ----------- |
| Eden Park     | Auckland        | 50.000    | 1. T20      |
| Seddon Park   | Hamilton        | 10.000    | 1. Test     |
| Bay Oval      | Mount Maunganui | 10.000    | 2. & 3. T20 |
| Basin Reserve | Wellington      | 11.000    | 2. Test     |

## Kaderlisten
Die West Indies benannten ihre Kader am 16. Oktober 2020. Neuseeland benannte seinen Test-Kader am 16. November 2020.
| Test | Test | Twenty20 | Twenty20 |
| Neuseeland | West Indies | Neuseeland | West Indies |
| --- | --- | --- | --- |
| - Kane Williamson (K) - Tom Blundell (wk) - Trent Boult - Devon Conway - Colin de Grandhomme - Kyle Jamieson - Daryl Mitchell - Tom Latham - Henry Nicholls - Ajaz Patel - Mitchell Santner - Tim Southee - Ross Taylor - Neil Wagner - BJ Watling (wk) - Will Young | - Jason Holder (K) - Roston Chase (VK) - Jermaine Blackwood - Kraigg Brathwaite - Darren Bravo - Shamarh Brooks - John Campbell - Rahkeem Cornwall - Joshua Da Silva (wk) - Shane Dowrich (wk) - Shannon Gabriel - Shimron Hetmyer - Chemar Holder - Alzarri Joseph - Keemo Paul - Kemar Roach | - Tim Southee (K) - Hamish Bennett - Doug Bracewell - Mark Chapman - Devon Conway - Lockie Ferguson - Martin Guptill - Kyle Jamieson - Scott Kuggeleijn - Daryl Mitchell - James Neesham - Glenn Phillips - Mitchell Santner - Tim Seifert (wk) - Ish Sodhi - Ross Taylor | - Kieron Pollard (K) - Nicholas Pooran (K, wk) - Fabian Allen - Dwayne Bravo - Sheldon Cottrell - Andre Fletcher - Shimron Hetmyer - Brandon King - Kyle Mayers - Rovman Powell - Keemo Paul - Romario Shepherd - Oshane Thomas - Hayden Walsh Jr. - Kesrick Williams |

## Tour Matches
| 20. – 22. November Scorecard | Queenstown | New Zealand A 308-3d (79) & 124-1 (45.2) | – | West Indies A 366 (116) |
|                              |            | Remis                                    |   |                         |

| 26. – 29. November Scorecard | Queenstown | West Indians 571 (162.1) | – | New Zealand A 440-8d (149) |
|                              |            | Remis                    |   |                            |

| 3. – 6. Dezember Scorecard | Mount Maunganui | West Indies A 322 (82.1) & 109 (36)                  | – | New Zealand A 574 (152.5) |
|                            |                 | New Zealand A gewinnt mit einem Innings und 143 Runs |   |                           |

## Twenty20 Internationals

### Erstes Twenty20 in Auckland
| 27. November Scorecard | Auckland | West Indies 180-7 (16/16)                     | – | Neuseeland 179-5 (15.2/15.2) |
|                        |          | Neuseeland gewinnt mit 5 Wickets (D/L method) |   |                              |

Neuseeland gewann den Münzwurf und entschied sich als Feldmannschaft zu beginnen. In den ersten beiden Overn des west-indischen Innings gab es zwei Regenpausen, die das Spiel auf 16 Over für beide Seiten reduzierten. Für die West Indies konnten die Eröffnungs-Batsmen Andre Fletcher (34 Runs) und Brandon Kin (13 Runs) die ersten Runs erzielen, bevor sie im vierten und fünften Over ausschieden. Die folgenden drei Schlagmänner verloren sehr früh ihre Wickets, bevor such Kapitän Kieron Pollard und Fabian Alle etablieren konnten. Allen verlor im 14. Over nach 30 Runs sein Wicket, während Pollard bis zum Ende sein Wicket behielt und 75* Runs erzielte. Bester Bowler für Neuseeland war Lockie Ferguson mit 5 Wickets für 21 Runs. Neuseeland konnte sich nach frühem verlorenen erstem Wicket mit Tim Seifert und Devon Conway etablieren. Seifert verlor im vierten Over nach 17 Runs sein Wicket und wurde durch Glenn Phillips abgelöst, der in nur 7 Bällen 22 Runs erzielte. Ihm folgte James Neesham und nachdem Conway nach 41 Runs im 13. Over sein Wicket verlor Mitchell Santner. Beide spielten bis zum 16. Over und konnten die Vorgabe nach 48 Runs von Neesham und 31 Runs durch Santner erreichen. Bester west-indischer Bowler war Oshane Thomas mit 2 Wickets für 23 Runs. Als Player of the Match wurde Lockie Ferguson ausgezeichnet.

### Zweites Twenty20 in Mount Maunganui
| 29. November Scorecard | Mount Maunganui | Neuseeland 238-3 (20)          | – | West Indies 166-9 (20) |
|                        |                 | Neuseeland gewinnt mit 72 Runs |   |                        |

Die West Indies gewannen den Münzwurf und entschieden sich als Feldmannschaft zu beginnen. Neuseeland konnte mit Martin Guptill (34 Runs) und Tim Seifert (18 Runs) erste Akzente setzen. Ihnen folgten zunächst Devon Conway und dann Glenn Phillips, die zusammen ein Partnership aufbauten. Phillips schied zwei Bälle vor Schluss nach einem Century von 108 Runs in 51 Bällen aus und hatte mit Conway, der insgesamt 65* Runs erzielte, ein Partnership von 183 Runs. Für die West Indies erzielten drei Bowler jeweils ein Wicket. Nachdem die West Indies früh ein Wicket verloren, konnten sich Andre Fletcher und Shimron Hetmyer etablieren. Fletcher schied mit 20 Runs im vierten Over aus und wurde durch Kyle Mayers ersetzt, der ebenfalls 20 Runs erzielte. Ihm folgte Pollard, der 28 Runs erzielte und Hetmyer verlor im 14. Over sein Wicket, nachdem er 25 Runs erzielte. Keemo Paul war der letzte Batsman für die West Indies, der nennenswerte Runs erzielen konnte und 26* Runs erzielte, was jedoch nicht ausreichte. Als Spieler des Spiels wurde Glenn Phillips ausgezeichnet.

### Drittes Twenty20 in Mount Maunganui
| 30. November Scorecard | Mount Maunganui | West Indies 25-1 (2.2) | – | Neuseeland |
|                        |                 | No Result              |   |            |

Neuseeland gewann den Münzwurf und entschied sich als Feldmannschaft zu beginnen. Für die West Indies konnte Brandon King 11 Runs erzielen, bevor das Spiel im dritten Over auf Grund von Regenfällen abgebrochen werden musste.

## Tests

### Erster Test in Hamilton
| 3. – 6. Dezember Scorecard | Hamilton | Neuseeland 519-7d (145)                           | – | West Indies 138 (64) & 247 (58.5) (f/o) |
|                            |          | Neuseeland gewinnt mit einem Innings und 134 Runs |   |                                         |

Die West Indies gewannen den Münzwurf und entschieden sich als Feldmannschaft zu beginnen. Für Neuseeland konnte Eröffnungs-Batter Tom Latham konnte zusammen mit dem dritten Schlagmann Kane Williamson eine Partnerschaft über 154 Runs aufbauen. Nachdem Latham sein Wicket nach einem Half-Century über 86 Runs verloren hatte, folgte ihm Ross Taylor auf das Feld und der Tag endete beim Stand von 243/2. Am zweiten Tag schied Taylor nach 38 Runs aus. Williamson fand mit Kyle Jamieson einen weiteren Partner und gelang letztendlich ein Double-Century über 251 Runs aus 412 Bällen, bevor er sein Wicket verlor. Kurz darauf deklarierte Neuseeland das Innings als Jamieson sein Fifty über 51 Runs erreichte. Beste Bowler für die West Indies waren Shannon Gabriel mit 3 Wickets für 89 Runs und Kemar Roach mit 3 Wickets für 114 Runs. Bis zum Ende des Tages verloren die West Indies mit den Eröffnungs-Battern Kraigg Brathwaite und John Campbell kein Wicket mehr und beendeten ihn beim Stand von 49/0. Am dritten Tag verloren Campbell nach 26 Runs und kurz darauf Brathwaite nach 21 ihre Wickets. Im weiteren Verlauf des Innings konnten nur noch Jermaine Blackwood mit 23 Runs und Kapitän Jason Holder mit 25* Runs einen größeren Beitrag leisten und als die West Indies ihr letztes Wicket verloren, hatten sie einen Rückstand von 381 Runs. Bester Bowler für Neuseeland war Tim Southee mit 4 Wickets für 35 Runs. Neuseeland forderte das Follow-on ein und so kamen die West Indies erneut an den Schlag. Jedoch konnte sich erst der sechste Schlagmann Jermaine Blackwood etablieren und fand dann mit Alzarri Joseph einen Partner, bevor der Tag beim Stand von 196/6 endete. Am vierten Tag verlor Joseph sein Wicket nach einem Fifty über 86 Runs und kurz darauf Blackwood nach einem Century über 104 Runs aus 141 Bällen. Wenige Bälle später stand die Innings-Niederlande fest. Bester neuseeländischer Bowler war Neil Wagner mit 4 Wickets für 66 Runs. Als Spieler des Spiels wurde Kane Williamson ausgezeichnet.

### Zweiter Test in Wellington
| 11. – 14. Dezember Scorecard | Wellington | Neuseeland 460 (114)                             | – | West Indies 131 (56.4) & 317 (79.1) (f/o) |
|                              |            | Neuseeland gewinnt mit einem Innings und 12 Runs |   |                                           |

Die West Indies gewannen den Münzwurf und entschieden sich als Feldmannschaft zu beginnen. Für Neuseeland konnte Kapitän Tom Latham 27 Runs erreichen, bevor Will Young zusammen mit Henry Nicholls eine Partnerschaft aufbaute. Young schied nach 43 Runs aus und an der Seite von Nicholls konnten BJ Watling 30 Runs und Daryl Mitchell 42 Runs erreichen, bevor der Tag beim Stand von 294/6 endete. Am zweiten Tag konnte Kyle Jamieson zunächst 20 Runs erreichen, bevor Nicholls mit Neil Wagner eine weitere Partnerschaft über 95 Runs aufbauen konnte. Nicholls verlor nach einem Century über 174 Runs aus 280 Bällen sein Wicket und Wagner konnte noch ein ungeschlagenes Half-Century über 66* Runs erreichen. Beste Bowler für die West Indies waren Shannon Gabriel mit 3 Wickets für 93 Runs und Alzarri Joseph mit 3 Wickets für 109 Runs. Für die West Indies konnte allein der sechste Schlagmann Jermaine Blackwood mit einem Half-Century über 69 Runs herausstechen. Nachdem dieser sein Wicket verloren hatte, endete der Tag beim Stand von 124/8. Am dritten Tag fielen früh die beiden verbliebenen Wickets und das Innings endete bei einem Rückstand von 329 Runs. Beste Bowler für Neuseeland waren Tim Southee mit 5 Wickets für 32 Runs und Kyle Jamieson mit 5 Wickets für 34 Runs. Neuseeland forderte das Follow-on ein und so kamen die West Indies erneut an den Schlag. Dabei eröffneten Kraigg Brathwaite und John Campbell das Innings. Brathwaite schied nach 24 Runs, bevor Shamarh Brooks 36 Runs erreichte und Campbell nach einem Half-Century über 68 Runs sein Wicket verlor. Nachdem dann Jermaine Blackwood 20 Runs erzielt hatte, endete der Tag beim Stand von 244/6. Am vierten Tag konnte Kapitän Jason Holder zusammen mit Joshua Da Silva eine Partnerschaft über 82 Runs aufbauen. Holder verlor nach einem Half-Century von 61 Runs sein Wicket und wurde durch Alzarri Joseph ersetzt der 24 Runs erreichte. Kurz nachdem Da Silva nach einem Fifty über 57 Runs ausgeschieden war, endete das Innings und den West indies gelang es nicht mehr Neuseeland an den Schlag zu holen. Beste Bowler für Neuseeland waren Neil Wagner mit 3 Wickets für 54 Runs und Trent Boult mit 3 Wickets für 96 Runs. Als Spieler des Spiels wurde Henry Nicholls ausgezeichnet.

## Auszeichnungen

### Player of the Series
Als Player of the Series wurden der folgende Spieler ausgezeichnet.
| Serie    | Player of the Series |
| -------- | -------------------- |
| Test     | Kyle Jamieson        |
| Twenty20 | Lockie Ferguson      |

### Player of the Match
Als Player of the Match wurden die folgenden Spieler ausgezeichnet.
| Spiel       | Player of the Match |
| ----------- | ------------------- |
| 1. Test     | Kane Williamson     |
| 2. Test     | Henry Nicholls      |
| 1. Twenty20 | Lockie Ferguson     |
| 2. Twenty20 | Glenn Phillips      |
| 3. Twenty20 | –                   |